# Hendrik Frânses Pasma
Henry Franses Pasma (født 21. juli 1813 i Heerenveen, død 5. januar 1890) var en landmand ved Irnsum og Haskerdijken, forfatter og politiker.
Han virkede for landbrugs- og statsanliggender og var som frisisk repræsentant (wethouder, rådmand) medlem af Frislands Statsråd.
Han var en fremragende pioner inden for landbruget. Selvom han i sin ungdom havde en beskeden uddannelse, uddannede han sig senere ved at læse og studere meget. I 1868 offentliggjorde han en vigtig brochure om kvægpest og talte ved mange landbrugsmøder. I 1879 var han en af grundlæggerne af Fries Rundvee-Stamboek (Frisisk Stambogs Association). På opfordring af byen Kampen grundlagde han en mønsterlandbrugsbedrift nær Kampen. Han var også aktiv i at finde metoder til forbedring af smørproduktionen og rejste blandt andet sammen med andre til Danmark for at studere mejeridrift.
Ligeledes lavede han en plan for bedre dræning af Friesland ved at bygge pumpemaskiner og kanaler, hvilket projekt blev overtaget af Frieslands regering. Hans bog Frieslands boezemwater in zijn aanvoer, doorvoer en afvoer fra 1868 handler om dræning.
Hendrik Franses Pasma virkede tillige som diakon af den menoniske menighed i Heerenveen. Han var gift med Fokje Jans Fokma, begge var mennonitter.
Han var også en folketaler og frisisk digter.

## Forfatterskab
- Frieslands boezemwater in zijn aanvoer, doorvoer en afvoer; 1868